# Nieuw-Namen
Nieuw-Namen (51° 18′ N, 4° 10′ L) é uma cidade dos Países Baixos, na província de Zelândia. Nieuw-Namen pertence ao município de Hulst, e está situada a 24 km, a sul de Bergen op Zoom.
Em 2001, a cidade de Nieuw-Namen tinha 770 habitantes. A área urbana da cidade é de 0.23 km², e tem 354 residências.
A área de Nieuw-Namen, que também inclui as partes periféricas da cidade, bem como a zona rural circundante, tem uma população estimada em 1040 habitantes.